# ザ・ファイブ・ブラッズ
『ザ・ファイブ・ブラッズ』（原題:Da 5 Bloods）は2020年に配信されたアメリカ合衆国の戦争映画。監督はスパイク・リー、出演はデルロイ・リンドーとノーム・ルイスなど。埋蔵金と戦死した隊長の亡骸を探しにベトナムを再び訪れた4人の元軍人を描いている。

## ストーリー
ベトナム帰還兵の4人（ポール、エディ、オーティス、メルヴィン）はノーマン隊長の遺骨と埋蔵金を回収するべく、意を決して再度ベトナムを訪れることにした。ポールの息子、デヴィッドも父親を心配して旅に付いてきた。戦場での過酷な体験がフラッシュバックしたり、過酷なジャングルに分け入ったりすることは覚悟の上だったが、4人がベトナムで目の当たりしたのは想像以上のものであった。ベトナム戦争がもたらした災禍は今もなお現地の人々を苦しめていたのである。

## キャスト
※括弧内は日本語吹替
- ポール - デルロイ・リンドー（広瀬彰勇）
- オーティス - クラーク・ピータース（谷昌樹）
- エディ -  ノーム・ルイス（山野井仁）
- メルヴィン - イザイア・ウィットロック・Jr（浦山迅）
- ノーマン - チャドウィック・ボーズマン（田村真）
- デヴィッド - ジョナサン・メイジャーズ（櫻井トオル）
- デローシュ -  ジャン・レノ（土師孝也）
- ヴィン - ジョニー・グエン（英語版）
- サイモン - ポール・ウォルター・ハウザー（かぬか光明）
- ヘディ - メラニー・ティエリー　(うえだ星子)
- セッポ - ヤスペル・ペーコネン（英語版）
- ハノイ・ハンナ - ヴェロニカ・グゥ（金香里)

## 製作

### プリ・プロダクション
ダニー・ビルソンとポール・デ・メオは2013年に『The Last Tour』と題した脚本を書き上げた。この段階では、本作の主人公は白人のベトナム帰還兵という設定になっていた。2014年、オリバー・ストーン監督が映画化に乗り出したが、撮影に漕ぎつけることができなかった。
2017年、映画プロデューサーのロイド・レヴィンが『ブラック・クランズマン』の製作準備をしていたスパイク・リー監督の元を訪れ、2人の脚本を読むように薦めた。リーは脚本の出来映えに感心したが、「多くの黒人がベトナム戦争に従軍していたにも拘わらず、彼らに焦点を当てた作品がほとんどないのは何故か」という問題意識を持っていたため、主人公を黒人のベトナム帰還兵に変更することにした。また、回想シーンを多く挿入し、ノーマンが劇中で果たす役割を大きくするなどの変更も行われた。リライトに当たって、リーは1984年に出版された書籍『Bloods: An Oral History of the Vietnam War by Black Veterans』に大いに触発され、出演者にも一読するよう求めた。同書は黒人のベトナム帰還兵のオーラルヒストリーをまとめたものである。

### キャスティング
当初、リー監督はデンゼル・ワシントン、サミュエル・L・ジャクソン、ジャンカルロ・エスポジートを起用する意向を示していたが、撮影スケジュールの都合で断念せざるを得なくなった。
2019年2月12日、スパイク・リー監督の新作映画にチャドウィック・ボーズマン、デルロイ・リンドー、ジャン・レノが出演する予定だとの報道があった。19日、ジョナサン・メイジャーズが本作の出演交渉に臨んでいると報じられた。3月、ポール・ウォルター・ハウザー、クラーク・ピータース、イザイア・ウィットロック・Jr、ヤスペル・ペーコネン、ノーム・ルイス、メラニー・ティエリーらの出演が決まった。

### 撮影・音楽
2019年3月、本作の主要撮影がベトナムで始まった。回想シーンの撮影に際しては、1960年代や1970年代の映像の質感を再現すべく16mmフィルムが使用された。また、リー監督は登場人物の若い頃をもリンドーやルイスに演じさせた。リー監督が若い俳優の起用に積極的ではなく、かと言って、CGによる若返り処理を施すには予算が不足していたためである。
11月12日、テレンス・ブランチャードが本作で使用される楽曲を手掛けることになったと報じられた。2020年5月29日、ミラン・レコーズが本作のサウンドトラックを発売した。

## 公開・マーケティング
2020年1月23日、撮影現場で撮られた写真が公開された。5月7日、本作のティーザー・ポスターが公開された。18日、本作のオフィシャル・トレイラーが公開された。
日本では劇場公開やDVD化はされず、Netflix配信のみとなっている。

## 評価
本作は批評家から絶賛されている。映画批評集積サイトのRotten Tomatoesには199件のレビューがあり、批評家支持率は92%、平均点は10点満点で7.92点となっている。サイト側による批評家の見解の要約は「『ザ・ファイブ・ブラッズ』はスパイク・リー監督作品の中でも最も切迫感がありかつ衝撃を与える作品の一つである。全編を通して凄まじいエネルギーが漲っていると共に、野心的な作りになっている。その2つの強みが一体となることで、同作が観客に与えるインパクトはさらに増幅されている。」となっている。また、Metacriticには47件のレビューがあり、加重平均値は82/100となっている。